# Coppa delle Nazioni di rugby 1970-1971
La Coppa delle Nazioni 1970-71 (in francese Coupe des Nations 1970-71) fu la 6ª edizione della Coppa delle Nazioni organizzata dalla FIRA, nonché in assoluto l'11º campionato europeo di rugby a 15.
Si tenne dal 29 novembre 1970 al 9 maggio 1971 tra 4 squadre che si affrontarono con la formula del girone unico.
Strutturato su due divisioni, vide la decima vittoria della Francia, campione a punteggio pieno.
A retrocedere, per la seconda volta in tre edizioni, fu l'Italia, autrice di un campionato fallimentare senza vittorie e caratterizzato dall'umiliante sconfitta interna contro il Marocco a Napoli, che provocò le dimissioni del C.T. Barilari.
A sancire la definitiva retrocessione fu la sconfitta a Bucarest contro la Romania.
Nella seconda divisione, che si tenne a girone unico con due turni preliminari per decidere le due sfidanti del Belgio retrocesso dall'edizione precedente, fu la Cecoslovacchia a prevalere nella fase finale grazie alla vittoria sulla Spagna a Madrid, prima candidata alla vittoria della divisione, che le diede la possibilità di affrontare il Belgio da capolista e batterlo a Říčany.

## Squadre partecipanti
| 1ª divisione | 2ª divisione |
| ------------ | ------------ |
| Francia      | Belgio       |
| Italia       | Rep. Ceca    |
| Marocco      | Jugoslavia   |
| Romania      | Portogallo   |
|              | Spagna       |

## 1ª divisione
| Data       | Incontro             | Risultato | Sede       |
| ---------- | -------------------- | --------- | ---------- |
| 29-11-1970 | Romania ― Francia    | 3-14      | Bucarest   |
| 20-12-1970 | Marocco ― Francia XV | 3-6       | Casablanca |
| 21-02-1971 | Italia ― Marocco     | 6-8       | Napoli     |
| 28-2-1971  | Francia XV ― Italia  | 37-13     | Nizza      |
| 11-4-1971  | Romania ― Italia     | 32-6      | Bucarest   |
| 9-5-1971   | Marocco ― Romania    | 0-25      | Casablanca |

|               | Classifica | G | V | N | P | PF | PS | P±  | PT |
| ------------- | ---------- | - | - | - | - | -- | -- | --- | -- |
|               | Francia    | 3 | 3 | 0 | 0 | 57 | 19 | +38 | 9  |
|               | Romania    | 3 | 2 | 0 | 1 | 60 | 20 | +40 | 7  |
|               | Marocco    | 3 | 1 | 0 | 2 | 11 | 37 | -26 | 5  |
| Retrocessione | Italia     | 3 | 0 | 0 | 3 | 25 | 77 | -52 | 3  |

## 2ª divisione
| Turno preliminare | Turno preliminare           | Turno preliminare | Turno preliminare |
| Data              | Incontro                    | Risultato         | Sede              |
| ----------------- | --------------------------- | ----------------- | ----------------- |
| 26-10-1970        | Cecoslovacchia ― Jugoslavia | 19-3              | Havířov           |
| 29-11-1970        | Jugoslavia ― Cecoslovacchia | 0-9               | Zagabria          |
| 20-12-1970        | Spagna ― Portogallo         | 17-0              | Madrid            |
| 21-1-1971         | Portogallo ― Spagna         | 0-6               | Forfait           |
|                   |                             |                   |                   |
| Girone finale     |                             |                   |                   |
| 18-4-1971         | Belgio ― Spagna             | 0-44              | Bruxelles         |
| 25-4-1971         | Spagna ― Cecoslovacchia     | 6-12              | Madrid            |
| 8-5-1971          | Cecoslovacchia ― Belgio     | 25-12             | Říčany            |

|  | Classifica     | G | V | N | P | PF | PS | P±  | PT |
|  | -------------- | - | - | - | - | -- | -- | --- | -- |
|  | Cecoslovacchia | 2 | 2 | 0 | 0 | 37 | 18 | +19 | 4  |
|  | Spagna         | 2 | 1 | 0 | 1 | 50 | 12 | +38 | 2  |
|  | Belgio         | 2 | 0 | 0 | 2 | 12 | 69 | -57 | 0  |